# 呉ポートピアランド
座標: 北緯34度17分29.4秒 東経132度30分42.3秒 / 北緯34.291500度 東経132.511750度
呉ポートピアランド（くれポートピアランド）とは、広島県呉市にかつて存在した遊園地である。スペインのリゾート地「コスタ・デル・ソル」をモチーフとしたテーマパークであった。現在は呉ポートピアパークとして市民に開放されている。

## 概要
神戸ポートピアランドの運営主体の阪急電鉄株式会社や呉市が出資し、第三セクターとして1992年（平成4年）3月20日に開園した。イメージキャラクターはイルメリ君であった。
当時近くに存在したヒロシマナタリーと異なり、いわゆる絶叫マシン等の遊具が多く、若者には「呉ポー」と呼ばれ当初はそれなりの支持を受けていた。しかし子供向けの遊具が少なく家族連れが行きにくい等、当初から指摘されていたにもかかわらず改善がなかなか進まず、リピーターの獲得に失敗し顧客離れを引き起こしたとされる。開園当初は年間90万人程度の来場者があったが、徐々に減少していき最終的には三分の一の年間30万人程度まで落ち込むに至った。結果、1998年（平成10年）8月31日に休園、特別清算し負債額は114億円で中国地方最悪の第三セクター破綻と言われている。
現在は呉ポートピアパークとして市民に開放されている。また、開園と同時に呉線「呉ポートピア駅」も開設されたが、閉園後も呉ポートピア駅は廃止や改名をせず、そのままの名称で引き続き利用されている。

## アトラクション
- 開園当時は世界最大級であった80m級大観覧車「ジャイアントホイール」[4]や、アントン・シュワルツコフが設計したコースター「アンダルシアレイルロード」などがあった。閉園後コースターはロシアに売却され「БОЛЬШАЯ РУССКАЯ ГОРКА（ロシアの巨大な丘）」と名前を変更、再オープン後岩山、お城、滝などの演出が消えている。「ジャイアントホイール」はスペースワールドに移設され「スペース・アイ」になった後2017年まで使われ、カンボジアへ売却が決定し「アンコール・アイ」へ変更、世界遺産のアンコールワットが一望できる。2020年3月オープン。中央部分と軸は白色 ゴンドラは全て青色にへ変更 清涼感ある色合いになった色合い的にも呉ポートピアランドの面影が感じるようになった[5]。子供向けのジェットコースターレディバードはFantasy Kingdom（バングラデシュ）で確認。
- 固定されて動かない船（エストレイヤ号）が設置され、中にはゲームセンターやステージなどがあった。元々の計画は古くなったタンカーをリメイクして使用し、タンカーを改装したアトラクションがメインであった。しかし、原油値段上昇によるタンカーの廃船が減った事で、当初予定より小さいイベント船を新造することになり、本来市民公園になる予定だった敷地を陸上施設として整備し初期投資を増大させることとなった。その船は呉ポートピアランド休園後に韓国に売却された。